# Chavoy
Chavoy település Franciaországban, Manche megyében. Lakosainak száma 130 fő (2022. január 1.). Chavoy Le Luot, Ponts, Saint-Jean-de-la-Haize és Le Parc községekkel határos.

## Népesség
A település népességének változása:
| Lakosok száma | 97   | 70   | 58   | 124  | 131  | 126  | 128  | 133  | 135  | 130  |
|               | 1968 | 1982 | 1990 | 2006 | 2013 | 2015 | 2017 | 2019 | 2020 | 2022 |